# Sense8
Sense8 is een Amerikaanse sciencefiction/drama-serie die sinds 2015 te zien is op Netflix. De serie werd bedacht door Lana en Lilly Wachowski en J. Michael Straczynski. Er zijn in totaal 2 seizoenen met samen 24 afleveringen beschikbaar. Op 8 juni 2018 verscheen een twee uur durende slotaflevering aangezien Netflix besloot om geen volledig derde seizoen te maken.

## Plot

### Algemeen
De serie draait rond acht mensen van over heel de wereld die plots mentaal met elkaar gelinkt worden waardoor ze zintuiglijke waarnemingen, vaardigheden en gevoelens kunnen delen met elkaar, en elkaar kunnen bezoeken. Deze acht "sensates" vormen samen een cluster. Eerst verloopt dit ongecontroleerd waardoor hun persoonlijke leven in de war wordt gestuurd, maar naarmate de tijd vordert leren ze hun band bewust gebruiken. Deze band blijkt onmisbaar om te overleven wanneer de Biological Preservation Organisation (BPO) onder leiding van Mr. Whispers jacht begint te maken op hun cluster alsook andere sensates.
Naast de verhaallijn over de sensates en BPO heeft de reeks ook veel aandacht voor maatschappelijke problemen zoals  LGBT+-rechten en seksisme, alsook voor het vormen van een eigen identiteit, religieuze beleving, seksuele geaardheid, ...

## Cast

### Hoofdcast
Sensates
- Aml Ameen (seizoen 1) / Toby Onwumere (seizoen 2) als Capheus Onyango, een matatubestuurder uit Nairobi, Kenia. Zijn matatu draagt de naam "Van Damn", een calembour op Jean-Claude Van Damme
- Doona Bae als Sun Bak, dochter van een machtige zakenman en rijzende ster in de ondergrondse kickbokswereld in Seoel, Zuid-Korea
- Jamie Clayton als Nomi Marks, een transgender blogster en "hacktiviste" uit San Francisco, Californië, Verenigde Staten
- Tina Desai als Kala Dandekar, een universitair opgeleide apotheker uit Mumbai, India
- Tuppence Middleton als Riley Blue (geboren als Gunnarsdóttir), een dj uit IJsland woonachtig in Londen, Verenigd Koninkrijk
- Max Riemelt als Wolfgang Bogdanow, een slotenmaker en crimineel uit Berlijn, Duitsland
- Miguel Ángel Silvestre als Lito Rodriguez, een homoseksuele acteur uit Mexico-Stad, Mexico
- Brian J. Smith als Will Gorski, een politieagent uit Chicago, Illinois, Verenigde Staten

Anderen
- Freema Agyeman als Amanita Caplan, de vriendin van Nomi
- Terrence Mann als Milton Bailey "Mr. Whispers" Brandt, een sensate met een topfunctie binnen BPO die jacht maakt op andere sensates
- Anupam Kher als Sanyam Dandekar, de vader van Kala
- Naveen Andrews als Jonas Maliki, een sensate uit een andere cluster die de nieuwe cluster helpt
- Daryl Hannah als Angelica Turing, de "moeder" van de cluster en zelf behorend tot de cluster van Jonas

### Terugkerende gastrollen
De terugkerende gastrollen worden gegroepeerd per plaats waar de personages voor het eerst verschenen.
Nairobi
- Paul Ogola als Jela
- Peter King Mwania als Silas Kabaka
- Lwanda Jawar als Githu
- Chichi Seii als Shiro
- Rosa Katanu als Amondi Kabaka
- Mumbi Maina als Zakia Asalache
- Abdu Simba als Koman
- Nini Wacera als Justice Abdu

Seoel
- Lee Ki-chan als Joong-Ki Bak
- Lee Geung-young als Kang-Dae Bak
- Hye-Hwa Kim als Mi-Cha
- Sara Sohn als Soo-Jin
- Kay Nam Myung als Suns trainer
- Sukku Son als Rechercheur Mun
- Youn Yuh-jung als Min-Jung
- San Sohn als Lina

Chicago
- Ness Bautista als Diego Morales
- William Burke als Deshawn
- Larry Clarke als Politiecommissaris
- Margot Thorne als Sara Patrell
- Joe Pantoliano als Michael Gorski
- John Judd als Professor Kolovi
- Janet Ulrich Brooks als Carol Cumberland

Mexico-Stad
- Alfonso Herrera als Hernando Fuentes
- Eréndira Ibarra als Daniela Velasquez
- Raúl Mendéz als Joaquin Flores
- Tony Dalton als Lito's agent

Mumbai
- Purab Kohli als Rajan Rasal
- Natasha Rastogi als Priya Dandekar
- Darshan Jariwala als Manendra Rasal
- Mita Vashisht als Sahana Rasal
- Huzane Mewawala als Daya Dandekar
- Avantika Akerkar als Ina
- Shruti Bapna als Devi
- Satya Bhabha als Habib
- Rajiv Kachroo als Vikram
- Sid Makkar als Ajay Kapoor

San Francisco
- Adam Shapiro als Dr. Metzger
- Michael X. Sommers als Bug
- Sandra Fish als Janet Marks
- Maximilienne Ewalt als Grace
- Anthony Cistaro als Agent Jeffrey Bendix

Londen
- Frank Dillane als Shugs
- Nicôle Lecky als Bambie
- Joseph Mawle als Nyx
- Clive Wood als Richard Wilson Croome
- Jason Thorpe als The Secretary

Reykjavik
- Kristján Kristjánsson als Gunnar
- Lilja Þórisdóttir als Yrsa
- Eyþór Gunnarsson als Sven
- Thor Birgisson als Magnus Þórsson

Berlijn
- Maximilian Mauffer als Felix Brenner
- Sylvester Groth als Sergei Bogdanow
- Christian Oliver als Steiner Bogdanow
- Bernhard Schütz als Anton Bogdanow
- Georg Tryphon als Abraham
- Valeria Bilello als Lila Facchini
- Lars Eidinger als Sebastian Fuchs
- Martin Wuttke als Volker Bohm

Amsterdam
- Sylvester McCoy als Old Man of Hoy
- Kick Gurry als Puck

Redwoods
- Ben Cole als Todd W. McCarver
- Erik Hayser als Raoul Pasquale

Chippenham
- Annabelle Dowler als Elizabeth
- Anya McKenna Bruce als Chelsea

## Afleveringen

### Seizoen 1 (2015)
| Nr. in serie | Nr. in seizoen | Titel                                              | Regisseur      | Schrijver                               | Verschijningsdatum |  |
| --- | -------------- | -------------------------------------------------- | -------------- | --------------------------------------- | ------------------ |  |
| 1 | 1              | Limbic Resonance                                   | De Wachowski's | De Wachowski's & J. Michael Straczynski | 5 juni 2015        |  |
| Een mysterieuze vrouw genaamd Angelica "baart" een nieuwe cluster sensates en pleegt vlak daarna zelfmoord om te ontsnappen aan Mr. Whispers. De acht leden van de cluster, verspreid over de hele wereld, krijgen visioenen van Angelica en haar dood en beginnen hun nieuwe connectie ervaren, waarbij ze elkaar kunnen zien en zintuiglijke ervaringen delen. Riley raakt via haar vriend betrokken in de Londense drugswereld en ontmoet Nyx, een dealer. Sun krijgt te maken met seksisme in haar vaders bedrijf. Capheus heeft het moeilijk om genoeg klanten te vinden voor zijn matatu. Lito wijst de avances van een vrouwelijke collega af. Nomi brengt tijd door met haar vriendin Amanita, die ze ontmoette toen zij haar verdedigde tegen transgenderdiscriminatie. Kala is verloofd met Rajan, een schijnbaar perfecte man van wie ze niet houdt. Will brengt een gewonde gangster naar het ziekenhuis. Wolfgang en zijn vriend Felix stelen diamanten die ook Wolfgangs criminele neef Steiner van plan was te stelen. Riley verschijnt wanneer Will de verlaten kerk onderzoekt en komt zelf in een benarde situatie terecht wanneer Nyx en Rileys vriend in een gevecht belanden.               |                |                                                    |                |                                         |                    |  |
| 2 | 2              | I Am Also a We                                     | De Wachowski's | De Wachowski's & J. Michael Straczynski | 5 juni 2015        |  |
| Tijdens de San Francisco Pride ziet Nomi Jonas in het publiek en valt flauw. Ze ontwaakt in het ziekenhuis met haar zus en transfobe moeder aan haar zijde. Dr. Metzger beweert dat Nomi hersenchirurgie moet ondergaan en houdt haar vast in het ziekenhuis tegen haar wil. Jonas bezoekt Nomi en waarschuwt haar dat ze haar willen lobotomiseren. Will en Diego ontdekken dat de camerabeelden van de verlaten kerk een stuk van de nacht missen. Will en zijn collega's krijgen informatie van Staatsveiligheid dat Jonas gezocht wordt voor moord en Will vermoedt dat er een verband is met Sara Patrell, een verdwenen meisje uit zijn jeugd. Lito gebruikt actrice Daniela Velasquez om de media te misleiden over zijn geaardheid, maar al snel komt Daniela achter de waarheid. Kala en haar ouders ontmoeten haar toekomstige schoonouders. Wolfgang en Kala beginnen elkaar regelmatig te zien. Riley slaat op de vlucht wanneer ze ontdekt dat Nyx geld en drugs in haar tas verstopt heeft. Jonas brengt Will een bezoek en vertelt hem dat hij een sensate is en dat Nomi zijn hulp nodig heeft, zoals Sara jaren geleden. Will besluit echter om Jonas te arresteren en start een achtervolging. |                |                                                    |                |                                         |                    |  |
| 3 | 3              | Smart Money is on the Skinny Bitch                 | De Wachowski's | De Wachowski's & J. Michael Straczynski | 5 juni 2015        |  |
| Will ontwaakt na de crash en ontdekt dat Jonas gevangengenomen is. Will herinnert zich de verdwijning van de 10-jarige Sara Patrell en visioenen die hij kreeg waarin ze gelobotomiseerd werd en Sara hem om hulp vroeg. Riley doet het geld en de drugs verdwijnen en zoekt een oude vriend op. Sun blijft geconfronteerd worden met de financiële problemen van het bedrijf terwijl ze haar vader, de CEO, niet kan bereiken. Amanita vertraagt Nomi's operatie door brand te stichten. Daniela biecht op dat ze zich verstopt voor haar criminele ex Joaquin, die Lito bezoekt op zijn werk en hem bedreigt. Capheus heeft eindelijke genoeg geld verzameld voor medicijnen voor zijn moeder en gaat samen met Jela op zoek naar de beste medicijnen. Rajan kijkt uit naar het huwelijk terwijl Kala dit gevoel niet lijkt te delen. Sun heeft een kickboksmatch en haar vaardigheden komen van pas wanneer Capheus aangevallen wordt door gangsters. |                |                                                    |                |                                         |                    |  |
| 4 | 4              | What's Going On?                                   | Tom Tykwer     | De Wachowski's & J. Michael Straczynski | 5 juni 2015        |  |
| Kabaka, een invloedrijke gangster, heeft een opdracht voor Capheus in ruil voor aidsmedicijnen voor zijn moeder. Kala ontmoet religieuze conservatieven die Rajans vader, een prominente atheïstische politicus, dood willen. Sun confronteert haar vader en broer wanneer ze ontdekt dat die laatste geld verduisterd heeft. Haar vader wil dat zij de schuld op zich neemt om het bedrijf te redden, waardoor Sun moet kiezen tussen zichzelf en haar belofte aan haar moeder om altijd voor haar broer te zorgen. Wolfgang en Felix vinden een koper voor de diamanten. Will krijgt bezoek van Jonas, die hem uitlegt wat bezoeken en delen tussen sensates is en hem overtuigt om Nomi te helpen. Het lied "What's Up?" van 4 Non Blondes zorgt voor een connectie tussen alle acht sensates, vooral Wolfgang en Kala. Nomi doet een ultieme poging om uit het ziekenhuis te ontsnappen met hulp van Will en Amanita. |                |                                                    |                |                                         |                    |  |
| 5 | 5              | Art is Like Religion                               | James McTeigue | De Wachowski's & J. Michael Straczynski | 5 juni 2015        |  |
| Lito en Sun bezoeken elkaar wanneer ze beiden een slechte dag hebben. Wolfgang wordt ondervraagd door zijn oom over de gestolen diamanten en ontvangt verdoken bedreigingen. Capheus wordt tijdens een bezoek aan Riley aangevallen door gangsters die Kabaka's zak stelen. Hij zet alles op alles om deze terug te krijgen. Kala maakt zich klaar voor haar huwelijk. Nomi vertelt Amanita wat er met haar gebeurt. Will ontdekt wie de getuige is die volgens de camerabeelden gezien heeft wat er die nacht gebeurde bij de verlaten kerk, maar die getuige bereiken blijkt geen gemakkelijke opdracht. Lito neemt scènes op voor zijn film. Capheus en Sun praten over hun problemen en Sun maakt een besluit of ze al dan niet haar broer en het bedrijf van haar vader gaat redden. Nomi en Amanita ontdekken dat hun appartement doorzocht is. Op haar huwelijk wordt Kala bezocht door een naakte Wolfgang, die haar vraagt waarom ze trouwt met een man van wie ze niet houdt. De situatie is te veel voor Kala en ze valt flauw. |                |                                                    |                |                                         |                    |  |
| 6 | 6              | Demons                                             | De Wachowski's | De Wachowski's & J. Michael Straczynski | 5 juni 2015        |  |
| Will en Riley bezoeken elkaar en bewijzen dat hun connectie echt is. Sun geeft een persconferentie om toe te geven dat ze geld heeft verduisterd en haar borg wordt geweigerd. Shugs verraadt Riley waardoor ze in een benarde situatie belandt wanneer Nyx haar ondervraagt over zijn drugs en geld. Nomi en Amanita gaan naar Amanita's moeder, waar Nomi haar recente ervaringen deelt. Kala ontwaakt en krijgt bezoek van Wolfgang. Later vertelt Rajan haar dat hij nog steeds met haar wil trouwen. Kabaka benoemt Capheus tot chauffeur en bodyguard van zijn dochter Amondi, die leukemie heeft, waardoor hij zijn job als matatubestuurder moet opgeven. Riley en Sun bezoeken elkaar en vormen een band over het overlijden van hun moeders. Riley geeft toe dat ze denkt dat ze behekst is en dat een terugkeer naar IJsland slechte dingen zal veroorzaken. Enkele sensates delen een wel heel intiem moment. |                |                                                    |                |                                         |                    |  |
| 7 | 7              | W. W. N. Double D?                                 | James McTeigue | De Wachowski's & J. Michael Straczynski | 5 juni 2015        |  |
| Sun gaat naar de gevangenis en leert haar celgenoten kennen. Nomi en Amanita trekken op onderzoek uit om meer te weten te komen over Dr. Metzger en belanden in een gevaarlijke situatie. Will en Diego onderzoeken de vreemde gebeurtenissen die plaatsvonden in de verlaten kerk en moeten hulp inroepen van een onverwachte bron. Kala en Wolfgang delen een intiem moment met elkaar terwijl Felix probeert de resterende diamanten aan Abraham te verkopen, maar het plan loopt grondig mis. Riley keert terug naar IJsland en kan het gevoel dat er slechte dingen staan te gebeuren maar niet van zich afschudden. Capheus ondervindt hoe gevaarlijk Kabaka kan zijn. Lito, Hernando en Daniela worden bedreigd door Joaquin, die gevoelige informatie over Lito te weten komt. |                |                                                    |                |                                         |                    |  |
| 8 | 8              | We Will All Be Judged by the Courage of Our Hearts | Dan Glass      | De Wachowski's & J. Michael Straczynski | 5 juni 2015        |  |
| Kala steunt Wolfgang nu Felix in het ziekenhuis ligt en leert meer over zijn jeugd. Ook Will en Riley ontdekken meer over elkaar en ze groeien dichter naar elkaar toe. Capheus besluit om weer met Jela samen te werken. Kabaka laat Capheus en zijn moeder bedreigen om zijn ongenoegen te uiten. Sun helpt een van haar medegevangen en maakt hierdoor nieuwe vijanden, maar ontdekt ook wie haar vrienden zijn. Daniela gaat akkoord om te trouwen met de gewelddadige Joaquin om Lito en zijn geheim te beschermen en neemt afscheid van Lito en Hernando. Hernando kan niet geloven dat Lito iemand laat lijden om zichzelf te beschermen en beëindigt de relatie. Will en Nomi ontdekken dat het bedrijf Biologic Preservation Organisation (BPO) achter de moord op Metzger en de mysterieuze gebeurtenissen in de kerk zit. Nomi slaat op de vlucht wanneer Mr. Whispers en FBI haar willen arresteren. Kala en Rajan plannen een nieuw huwelijksfeest. Later bezoekt Rajans vader de Ganesha tempel om Kala te vragen het huwelijk af te blazen, maar tijdens het gesprek wordt hij neergestoken door zijn religieuze tegenstanders.                                                                   |                |                                                    |                |                                         |                    |  |
| 9 | 9              | Death Doesn't Let You Say Goodbye                  | De Wachowski's | De Wachowski's & J. Michael Straczynski | 5 juni 2015        |  |
| Kala wordt ondervraagd na de aanval op Rajans vader. Wolfgangs oom zoekt Wolfgang op in het ziekenhuis en maakt hem duidelijk voor wie hij zou kiezen moest Wolfgang hem met zijn acties dwingen om te kiezen tussen hem en Steiner. Riley ontmoet Yrsa, de sensate die haar heeft doen geloven dat ze behekst is. Yrsa waarschuwt haar voor Jonas, die volgens haar samenwerkt met BPO om sensates te vinden. Yrsa verdwijnt dan aangezien ze weet dat BPO in staat is psycellium, de connectie tussen sensates, op te sporen. Later bezoekt Riley het graf van haar echtgenoot en hun dochter, waar ze Capheus in vertrouwen neemt. Hij heeft afscheid moeten nemen van zijn zusje toen hun moeder niet voor haar kon zorgen. Will krijgt bezoek van Jonas en leert meer over BPO. Sun krijgt bezoek van haar vader in de gevangenis en verneemt dat hij van plan is de waarheid naar buiten te brengen. Lito en Nomi delen tragische momenten uit hun leven met elkaar wanneer Lito het moeilijk heeft met het verlies van Hernando. |                |                                                    |                |                                         |                    |  |
| 10 | 10             | What Is Human?                                     | De Wachowski's | De Wachowski's & J. Michael Straczynski | 5 juni 2015        |  |
| Sun ondertekent de papieren om vrij te komen en bezegelt zo het lot van haar broer. Na een bedreiging van Steiner beslist Wolfgang om met hem af te rekenen. Hij krijgt hierbij hulp van Lito, die later Wolfgangs hulp kan gebruiken wanneer hij beslist om Daniela terug te halen bij Joaquin. Samen met Daniela wint Lito Hernando weer voor zich wanneer hij toegeeft dat Hernando belangrijker voor hem is dan zijn carrière. Will praat met Jonas over wat sensates zijn en hoe ze al dan niet verschillen van Homo sapiens. Will zoekt zijn vader op om samen Onafhankelijksdag te vieren. Riley woont een optreden van haar vader bij. Door de muziek herinneren alle sensates zich hun eigen geboorte. Riley herinnert zich ook de geboorte van haar dochter en stort in op het concert. |                |                                                    |                |                                         |                    |  |
| 11 | 11             | Just Turn the Wheel and the Future Changes         | Tom Tykwer     | De Wachowski's & J. Michael Straczynski | 5 juni 2015        |  |
| Riley wordt opgenomen in het ziekenhuis en blijft geplaagd door herinneringen aan de nacht van de geboorte van haar dochter en de dood van haar echtgenoot. Will en Nomi vrezen dat men snel zal ontdekken dat ze een sensate is. Met hulp van Bug verbergt Nomi alle gegevens over haar opname, maar Jonas verschijnt en waarschuwt Will dat Mr. Whispers afweet van Riley door hun connectie en van plan is haar gevangen te nemen en zo de hele cluster te vinden. Will start een race tegen de klok om eerder in IJsland te zijn en Riley - en de cluster - te redden. Suns broer komt haar vertellen dat hun vader zelfmoord heeft gepleegd, maar Sun beseft dat hij hun vader vermoord heeft en zweert wraak te nemen. Wolfgang verplaatst Felix naar een locatie buiten het bereik van zijn oom. Ondanks Kala's smeekbedes en een kus besluit hij ook af te rekenen met zijn oom om volledig vrij te zijn. Ook Capheus rekent af met zijn vijanden. Kala vertelt Rajan de ware toedracht achter zijn vaders bezoek aan de tempel en wordt verrast door zijn reactie. |                |                                                    |                |                                         |                    |  |
| 12 | 12             | I Can't Leave Her                                  | De Wachowski's | De Wachowski's & J. Michael Straczynski | 5 juni 2015        |  |
| BPO heeft Riley gevonden in het ziekenhuis en brengt haar naar een onderzoeksinstelling. Wolfgang rekent af met zijn oom met behulp van Kala, maar ze schrikt wanneer ze zijn duistere kant ontdekt. Met hulp van Nomi en Amanita slaagt Will erin om de instelling binnen te raken, en met de hulp van de rest van de cluster slaagt hij erin haar veilig te bereiken en te ontsnappen. Mr. Whispers zit hen echter continu op de hielen door hun connectie met Jonas te misbruiken. Tijdens de ontsnapping maakt Will per ongeluk oogcontact met Mr. Whispers en brengt zo een verbinding tot stand die Whispers in staat stelt alles over Will te weten. Will en Riley ontsnappen in een ambulance, maar ze belanden in de bergen van Rileys trauma waardoor ze wil opgeven. Zij is echter de enige die de ontsnapping tot een goed einde kan brengen wanneer Will zichzelf verdooft om Whispers buiten te houden. Ze slaagt hierin en verdwijnt op een boot met een verdoofde Will en alle andere sensates voor het eerst allemaal samen op bezoek. |                |                                                    |                |                                         |                    |  |

### Seizoen 2 (2016-2017)
Het tweede seizoen start met een kerstspecial die op 23 december 2016 op Netflix verscheen. De rest van het seizoen verscheen op 5 mei 2017. De slotaflevering van de serie, die ook tot het tweede seizoen wordt gerekend, verscheen op 8 juni 2018.
| Nr. in serie | Nr. in seizoen | Titel                                                         | Regisseur      | Schrijver                                           | Verschijningsdatum |  |
| --- | -------------- | ------------------------------------------------------------- | -------------- | --------------------------------------------------- | ------------------ |  |
| 13 | 1              | Happy F*cking New Year A Christmas Special                    | Lana Wachowski | Lana Wachowski & J. Michael Straczynski             | 23 december 2016   |  |
| Will en Riley gebruiken onderduikadressen en heroïne om zich voor Whispers te verbergen. Whispers blijft jagen op Will en bezoekt zijn vader om hem te intimideren. Capheus krijgt een nieuwe matatu van Kabaka als dank voor het redden van zijn leven. Nomi wordt nog steeds gezocht door de overheid, waardoor zij en Amanita bij Bug moeten intrekken. Kala en Rajan zijn intussen getrouwd, maar ze krijgt Wolfgang niet uit haar hoofd. Joaquin verspreidt de intieme foto's van Lito en Hernando. Lito krijgt te maken met homofobe reacties in zijn professioneel en persoonlijk leven wanneer hij weigert om te ontkennen. Sun heeft de hulp van haar cluster nodig wanneer haar broer huurmoordenaars naar de gevangenis stuurt. Jonas licht Will in over het bestaan van andere clusters en dat er medicatie bestaat om connecties tussen Sensates tijdelijk te verbreken. Felix komt uit zijn coma, maar al snel worden hij en Wolfgang weer betrokken in het levensgevaarlijke Berlijnse criminele milieu. Tussendoor vieren de Sensates samen hun verjaardag en feestdagen. |                |                                                               |                |                                                     |                    |  |
| 14 | 2              | Who Am I?                                                     | Lana Wachowski | Lana Wachowski & J. Michael Straczynski             | 5 mei 2017         |  |
| 15 | 3              | Obligate Mutualisms                                           | Lana Wachowski | Lana Wachowski & J. Michael Straczynski             | 5 mei 2017         |  |
| 16 | 4              | Polyphony                                                     | James McTeigue | Lana Wachowski & J. Michael Straczynski             | 5 mei 2017         |  |
| 17 | 5              | Fear Never Fixed Anything                                     | James McTeigue | Lana Wachowski & J. Michael Straczynski             | 5 mei 2017         |  |
| 18 | 6              | Isolated Above, Connected Below                               | Lana Wachowski | Lana Wachowski & J. Michael Straczynski             | 5 mei 2017         |  |
| 19 | 7              | I Have No Room in My Heart for Hate                           | James McTeigue | Lana Wachowski & J. Michael Straczynski             | 5 mei 2017         |  |
| 20 | 8              | All I Want Right Now is One More Bullet                       | Dan Glass      | Lana Wachowski & J. Michael Straczynski             | 5 mei 2017         |  |
| 21 | 9              | What Family Actually Means                                    | Lana Wachowski | Lana Wachowski & J. Michael Straczynski             | 5 mei 2017         |  |
| 22 | 10             | If All the World's a Stage, Identity is Nothing But a Costume | Tom Tykwer     | Lana Wachowski & J. Michael Straczynski             | 5 mei 2017         |  |
| 23 | 11             | You Want a War?                                               | Lana Wachowski | Lana Wachowski & J. Michael Straczynski             | 5 mei 2017         |  |
| 24 | 12             | Amor Vincit Omnia                                             | Lana Wachowski | Lana Wachowski & David Mitchell & Aleksander Hermon | 8 juni 2018        |  |
| De cluster komt samen in Parijs om een uitwisseling tussen Whispers en Wolfgang voor te bereiden terwijl hun geliefden ingewijd worden in de wereld van sensates. BPO brengt Lila naar Parijs om de uitwisseling vlot te laten verlopen, maar zij heeft haar eigen motieven en ontvoert uiteindelijk Whispers om achter de identiteit van The Chairman van BPO te komen. Via Bodhi komen de sensates in contact met de moeder van Whispers en leren de ware reden achter zijn zombieproject: zijn bewustzijn overbrengen in zombies en zo onsterfelijkheid bereiken. Voor hun laatste missie reist de cluster naar Napels om Whispers uit te schakelen, maar opnieuw worden ze gedwarsboomd door Lila, die Kala bijna vermoordt. Tijdens een klopjacht komt Will via Jonas de ware, onafgemaakte motieven van Angelica te weten, die Jonas verderzet wanneer hij zichzelf opoffert om alle onderzoek in het zombieproject te vernietigen. Will slaagt erin om Lila and Whispers uit te schakelen. Nomi en Amanita trouwen in Parijs op de Eiffeltoren en Kala, Rajan en Wolfgang ontdekken polyamorie. BPO weidt zich weer aan zijn originele doelstellingen onder leiding van River El-Saadawi, de dochter van originele oprichtster Ruth El-Saadawi. |                |                                                               |                |                                                     |                    |  |

## Productie
Op Netflix is een documentaire beschikbaar, Sense8: Creating the World genaamd, waarin een inkijk wordt gegeven op de productie van het eerste seizoen van de reeks.

### Concept
Bedenkers Lana en Lilly Wachowski en J. Michael Straczynski wilden een baanbrekende serie bedenken die het landschap van televisie zou veranderen, gelijkaardig met het effect van The Matrix op de filmindustrie. Toen ze hun idee uitgewerkt hadden, probeerden ze een netwerk te vinden dat geïnteresseerd was, maar slaagden er niet in omdat het concept niet werd begrepen of omdat men het idee om over heel de wereld te filmen onmogelijk vond. Enkele jaren later, in 2012, probeerden de bedenkers het opnieuw en Netflix, hun eerste meeting, toonde meteen interesse. Hun plan om over heel de wereld te filmen vormde geen probleem en ook de volledige creatieve vrijheid voor de bedenkers werd goedgekeurd. Op 27 maart 2013 maakte Netflix bekend dat het een eerste seizoen van 10 afleveringen had besteld, maar dit werden later 12 afleveringen omwille van de densiteit van de scripts en de lengte van de eerste aflevering.

### Casting
Het personage Nomi Marks, een transgendervrouw, wordt vertolkt door Jamie Clayton, die zelf ook transgender is. Tussen seizoen een en twee werd acteur Aml Ameen vervangen door Toby Onwumere voor de rol van Capheus.

### Opnames
De serie werd opgenomen op locatie in de wereldsteden waar het verhaal zich afspeelt. Seizoen 1 werd opgenomen in negen steden verspreid over acht landen: Berlijn (Duitsland), Seoel (Zuid-Korea), Mexico-Stad (Mexico), Nairobi (Kenia), Mumbai (India), Londen (Verenigd Koninkrijk), Reykjavik (IJsland) en Chicago en San Francisco (Verenigde Staten). Voor seizoen 2 keerde productie terug naar al deze steden behalve Reyjkavík. In totaal werd er voor seizoen 2 in 16 steden verspreid over 11 landen gefilmd, met als nieuwe locaties voor het tweede seizoen: Amsterdam en Den Haag (Nederland), Argyll (Schotland, Verenigd Koninkrijk), Chippenham (Engeland, Verenigd Koninkrijk), Malta, Positano (Italië), São Paulo (Brazilië) en Los Angeles en Redwood National Park (Californië, Verenigde Staten). De slotaflevering werd gedraaid op slechts vier locaties gezien de beperkte periode waarin de special gefilmd moest worden: Berlijn, Parijs (Frankrijk), Villers-la-Ville (België) en Napels (Italië).
Seizoen twee werd gemaakt zonder Lilly Wachowski. Zij begon rond de start van de productie met haar transitie van man naar vrouw en besloot dat ze even een pauze moest nemen van de serie.

### Toekomst
Op 1 juni 2017, nog geen maand na het verschijnen van het tweede seizoen, maakte Netflix bekend dat er geen derde seizoen zou komen aangezien de kijkcijfers te laag zijn om de enorme productiekosten te rechtvaardigen. Aangezien het tweede seizoen eindigde met een cliffhanger, kwamen fans in actie op sociale media, met klachten naar Netflix en een online petitie om een derde seizoen te vragen. Netflix reageerde op 8 juni dat het de beslissing opnieuw had bekeken, maar dat deze toch niet zou veranderen. Op 29 juni werd echter bekendgemaakt dat er dan toch een twee uur durende slotaflevering zou verschijnen in 2018 om het verhaal af te ronden.